# MTV Europe Music Award al miglior artista israeliano
L'MTV Europe Music Award al miglior artista israeliano (MTV Europe Music Award for Best Israeli Act) è uno dei premi degli MTV Europe Music Awards, che viene assegnato dal 2008.

## Albo d'oro

### Anni 2000
| Anno | Vincitore    | Nominati                                                                      |
| ---- | ------------ | ----------------------------------------------------------------------------- |
| 2008 | Shiri Maimon | - Asaf Avidan - Cohen @ Mushon - Izabo - Kutiman                              |
| 2009 | Ninet Tayeb  | - Asaf Avidan & the Mojos - Assaf Amdursky - Infected Mushroom - Terry Poison |

### Anni 2010
| Anno | Vincitore                       | Nominati                                                         |
| ---- | ------------------------------- | ---------------------------------------------------------------- |
| 2010 | Ivri Lider                      | - Hadag Nahash - Infected Mushroom - Karolina - Sarit Hadad      |
| 2011 | The Young Professionals         | - Izabo - Liran Danino - Sarit Hadad - The Walking Man           |
| 2012 | Ninet Tayeb                     | - Dudu Tassa - Moshe Perez - Riff Cohen - TYP                    |
| 2013 | The Ultras                      | - Ester Rada - Hadag Nahash - Ido B & Zooki - Roni Daloomi       |
| 2014 | Tripl featuring Meital de Razon | - Dudu Tassa - Eliad - E-Z - Ido B & Zooki                       |
| 2015 | Eliad                           | - Café Shahor Hazak - Eden Ben Zaken - E-Z - Guy & Yahel         |
| 2016 | The Ultras                      | - Static and Ben El Tavori - Noa Kirel - E-Z - Eliad             |
| 2017 | Noa Kirel                       | - Ania Bukstein - Nechi Nech - Static & Ben El - Stephane Le Gar |
| 2018 | Noa Kirel                       | - Nadav Guedj - Anna Zak - Stephane Legar - Peled                |

### Anni 2020
| Anno | Vincitore         | Nominati                                                   |
| ---- | ----------------- | ---------------------------------------------------------- |
| 2020 | Noa Kirel         | - Carakukly - Eden Hason - Noga Erez - Noroz and Boi Ecchi |
| 2021 | Noa Kirel         | - Eden Ben Zaken - Eden Derso - Jasmin Moallem - Noga Erez |
| 2022 | Noa Kirel         | - Anna Zak - Jonathan Mergui - Nunu - Shahar Saul          |
| 2023 | Nessun vincitore. | - Anna Zak - Liad Meir - Noa Kirel - Shira Margalit        |
| 2024 | Noa Kirel         | - Agam Buhbut - Anna Zak - Shahar Saul - Shahar Tavoch     |